# Pedro Font de Mora
Pedro Font de Mora Jáuregui (Barcelona, 7 de septiembre de 1851 - Valencia, 10 de febrero de 1938) fue un militar y político español.
Su familia era originaria de Villarreal, acaudalada y con vínculos con el carlismo. Estudió la carrera militar y llegó al grado de general de caballería. En 1891 se casó con María de la Encarnación Lloréns y Fernández de Córdova, hija de José Joaquín Lloréns y Bayer, primer marqués de Córdoba. Militó en el Partido Liberal, con el que fue elegido diputado al Congreso por el distrito electoral de Vinaroz en las elecciones generales de 1893 y 1898, en esta ocasión aliado con los carlistas. Posteriormente se vinculará a la Unión Conservadora de Francisco Silvela.